# Yamato Machida
Yamato Machida (født 19. december 1989) er en japansk fodboldspiller, som spiller for den japanske fodboldklub Matsumoto Yamaga FC.